# Ford Puma (2019)
Ford Puma este un SUV crossover subcompact (segmentul B) comercializat de Ford din 2019. Este considerat un echivalent SUV al Fiestei de generația a șaptea. Vehiculul este disponibil doar pentru piețele europene, australiane și asiatice, vânzările începând în Europa din 2019 și de la sfârșitul anului 2020 pe celelalte piețe. Pe piața europeana, Puma este pozitionat deasupra lui EcoSport si sub Kuga.
Puma este oferit cu un motor pe benzină de 3 cilindri turbo EcoBoost, cu o cilindree ușoară, de 1,0 litri, cu sistem de pornire integrat, care utilizează energia din sistemul de frânare pentru a încărca bateria litiu-ion de 48 volți, pentru a crește cuplul și emisii mai reduse. Puterea este evaluată la 153 CP (155 CP) și 240 N⋅m (180 lb⋅ft), cu un plus de 50 N⋅m (37 lb ft) de la sistemul integrat de pornire.

## Puma Gen-E
Ford a anunțat că modelul Puma va primi o versiune electrică, producția urmând să înceapă la Craiova în 2024.

## Galerie foto

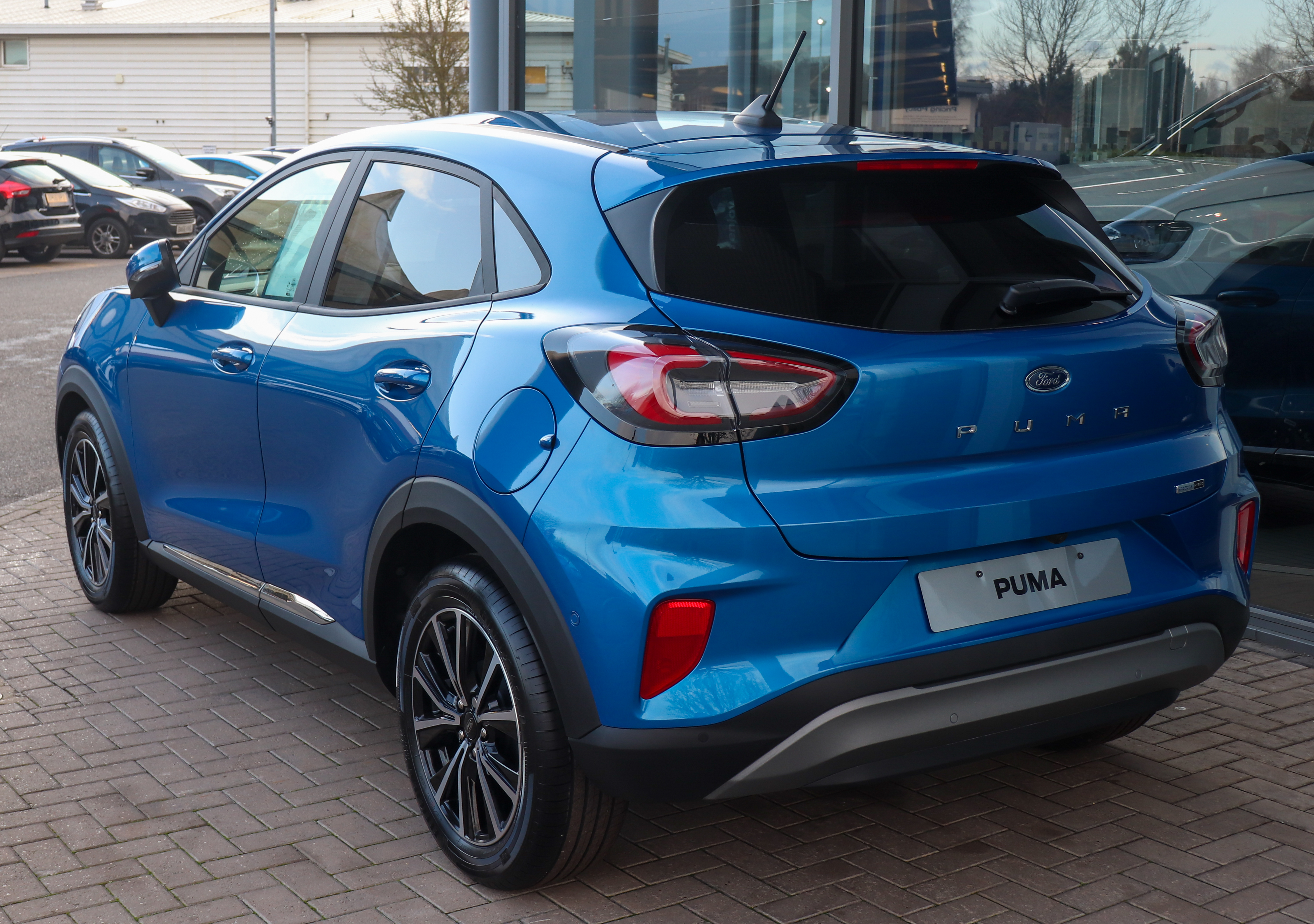
Ford Puma Titanium (2020)
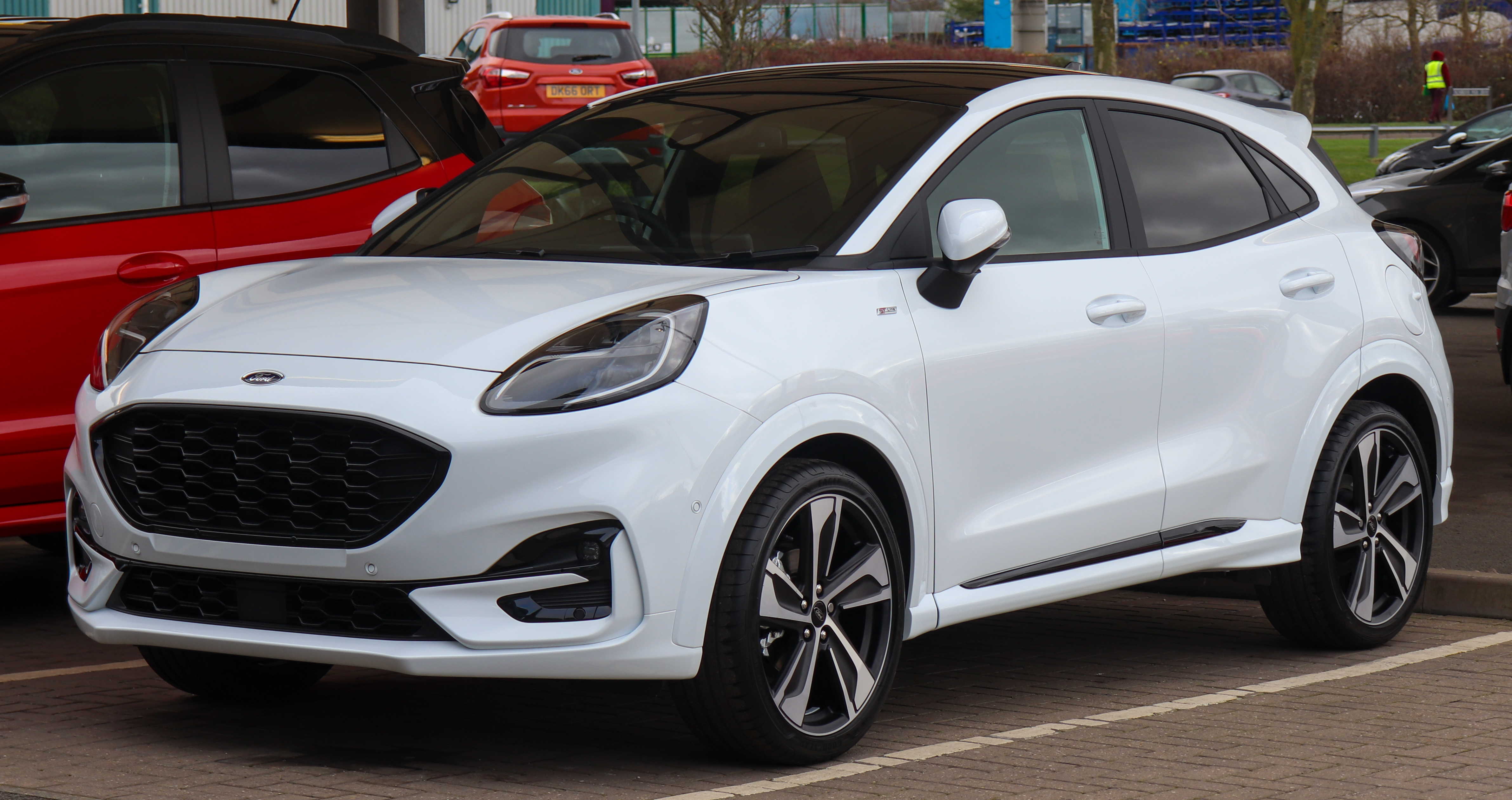
Ford Puma ST-Line X (2020)
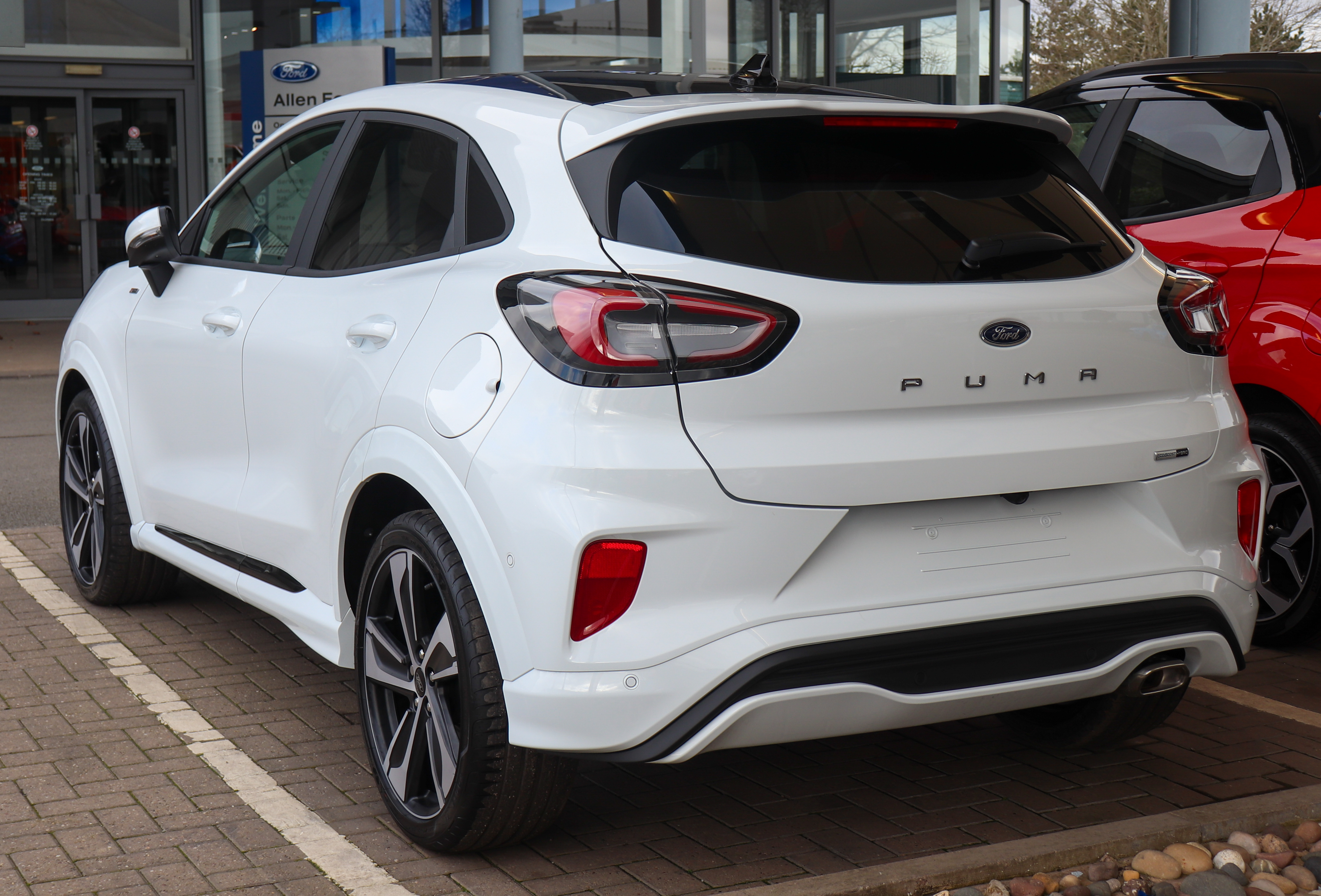
Ford Puma ST-Line X (spate)
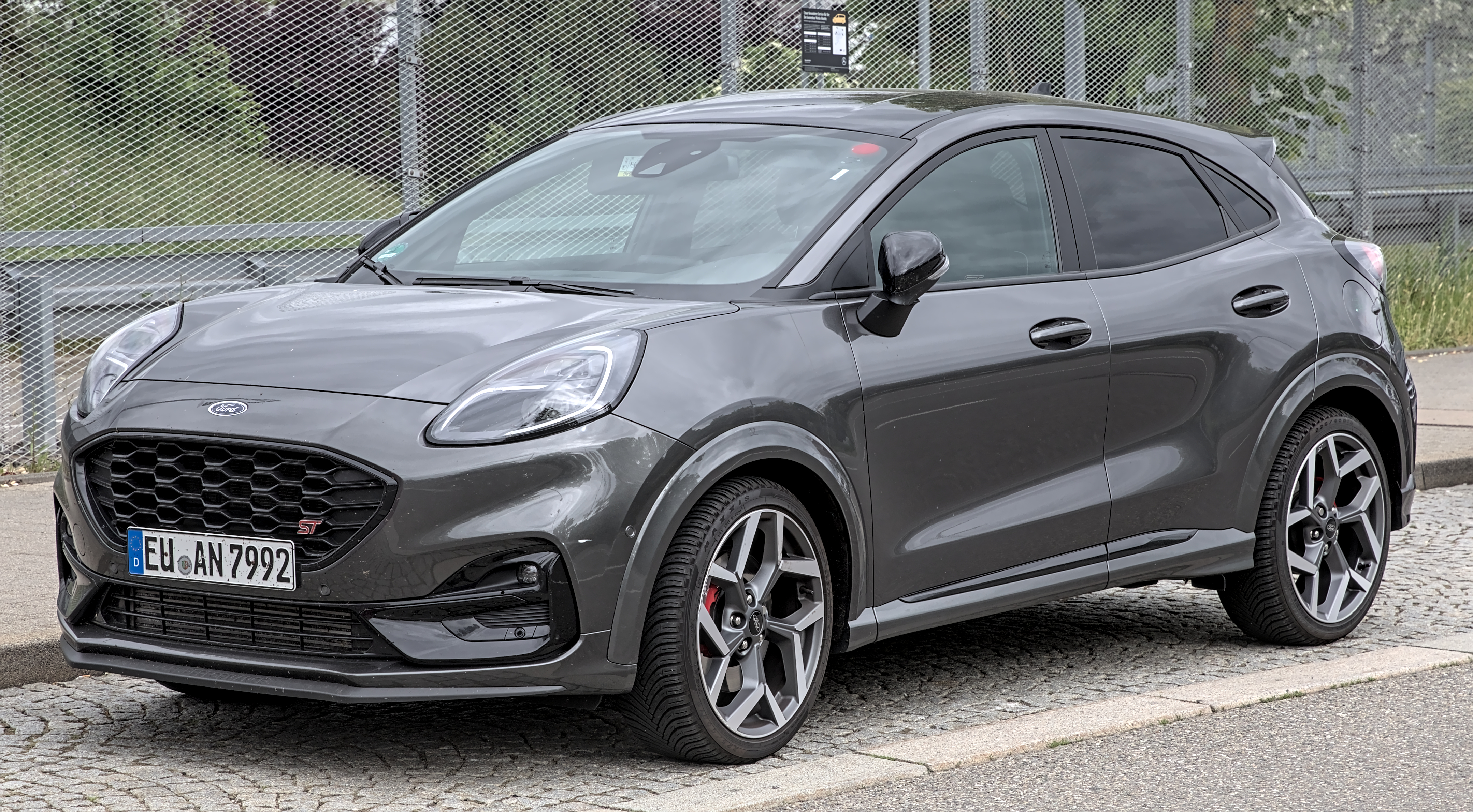
Ford Puma ST
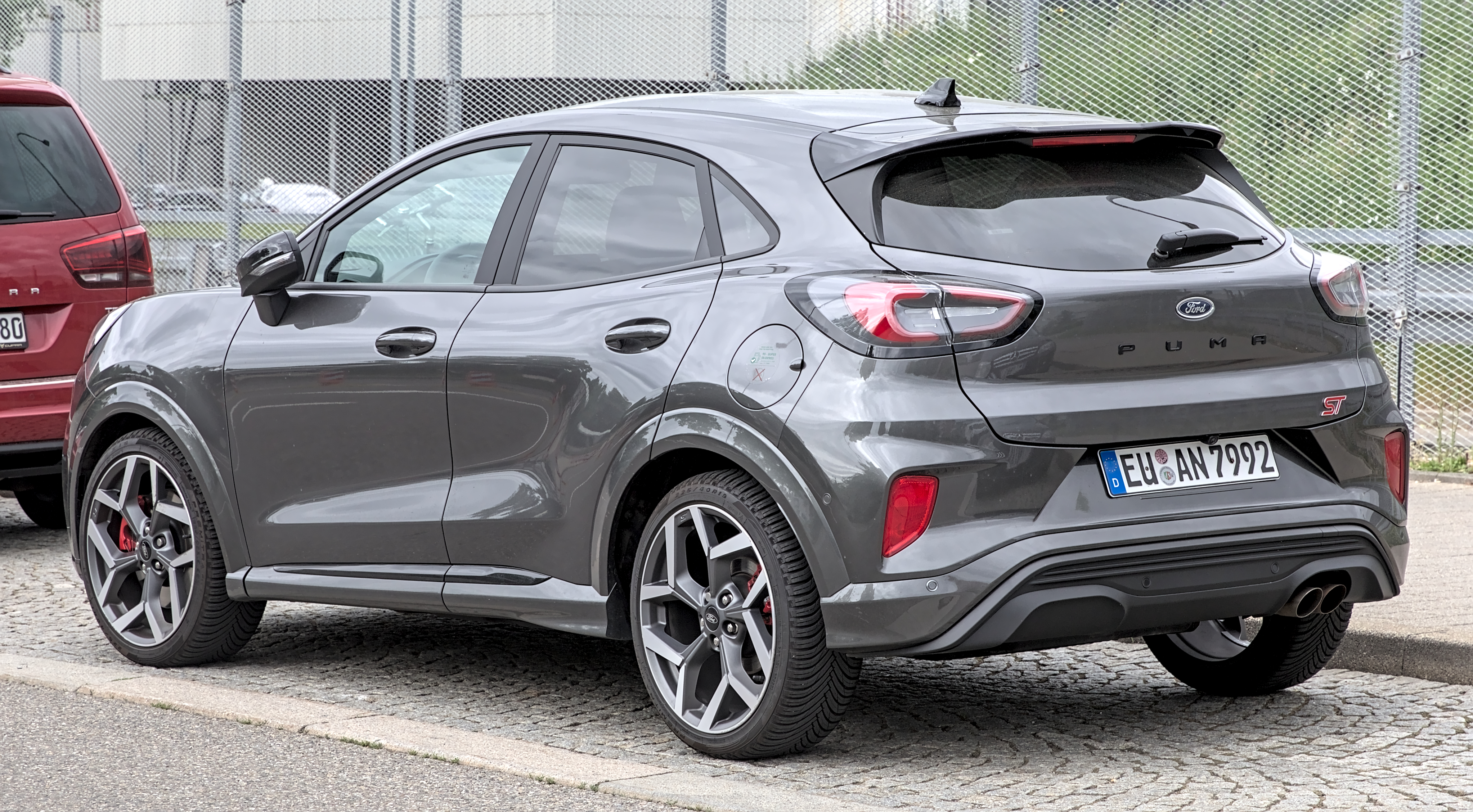
Ford Puma ST (spate)
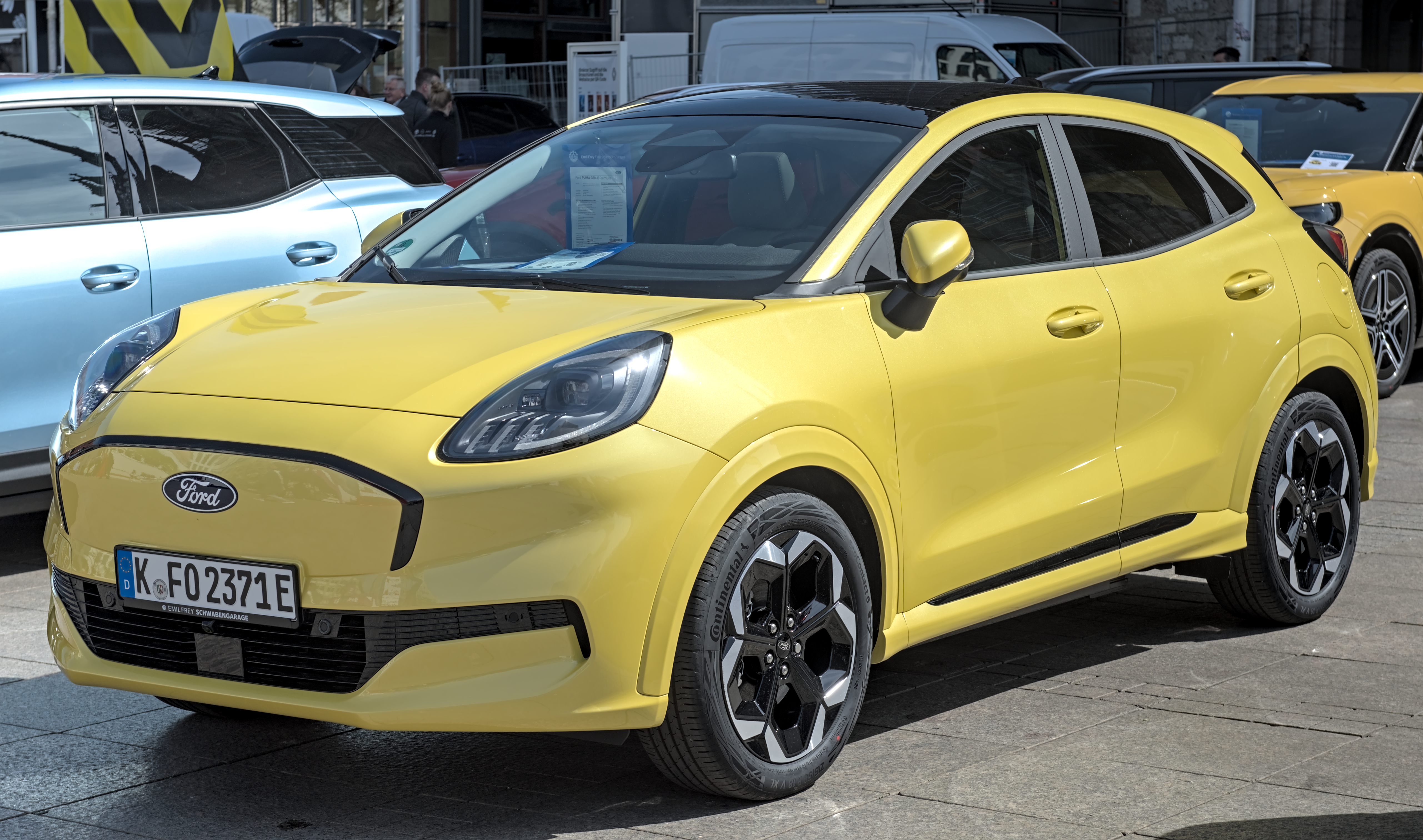
Ford Puma Gen-E (2025)
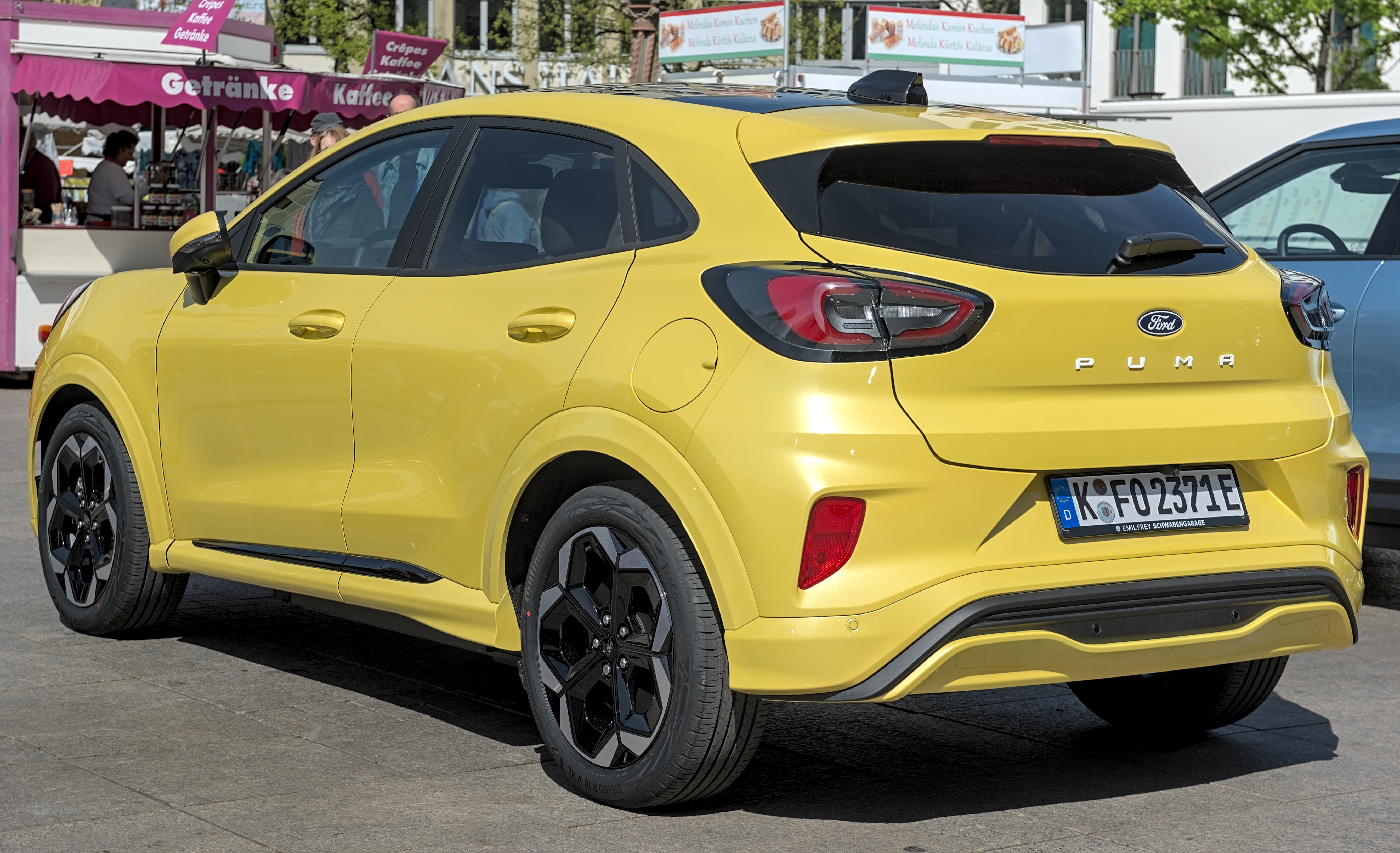
Ford Puma Gen-E (spate)
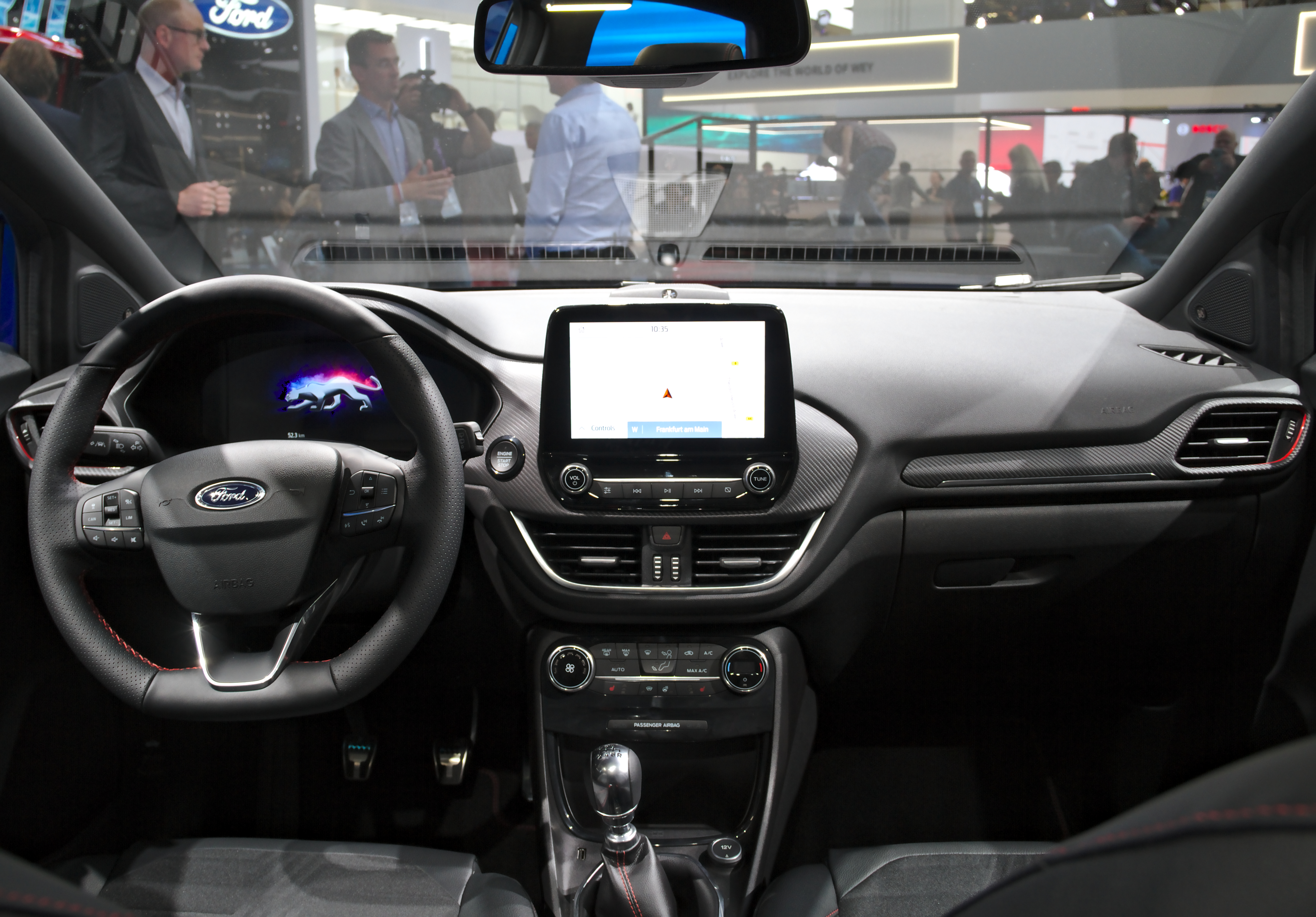
Interior